# Travis Mills
Travis Tatum Mills, profesionalmente conocido como Travis Mills y anteriormente como T. Mills,(Riverside, California,12 de abril de 1989) es un cantante, compositor y rapero estadounidense.

## Primeros años
Travis Tatum Mills nació en Riverside, California un 12 de abril de 1989. No se sabe mucho de su familia, lo único que se sabe es que a los 5 años, su tío le dio su primera guitarra. Luego, cuando Mills llegó a los 15 años, se retiró del voleibol para unirse a una banda de punk rock (Rome) con sus amigos.   Dijo en una entrevista que Bone Thugs-n-Harmony le inspiró para empezar a cantar con su forma de mezclar, cantar en sus canciones.

## Carrera musical

### 2008-2011 Vans Warped Tour,Ready, Fire, Aim!yLeaving Home
A los 17 años, comenzó su carrera solista componiendo música en su habitación utilizando software como Pro Tools, Logic Pro y Reason para crear pistas de acompañamiento para sus canciones, a los 18 años, publicó su música en MySpace. Mills ganó rápidamente la atención de la autoliberación de música en línea, lo que lleva a un lugar en el 2009 Vans Warped Tour realizando en una tienda de mercancías Babycakes. estaba siendo ofrecido contratos discográficos por varias etiquetas antes de firmar con la Laguna Beach label Uprising Records, que lanzó Finders Keepers EP el 14 de julio de 2009 y su álbum Ready, Fire, Aim! el 28 de septiembre de 2010. T. Mills acabaría firmando con Columbia Records a principios de 2011 y comenzó a trabajar en su álbum. Durante un proceso de siete meses de crearlo grabó alrededor de 140 canciones, que se redujo a 10. Entonces decidió en lugar de lanzar un álbum, lanzaría un proyecto libre para los aficionados, que sería Leaving Home. Segundo EP Mills,, Leaving Home EP, fue lanzado el 13 de diciembre de 2011 bajo Columbia Records. Este EP incluía a su reciente éxito "Vans On". Él colaboró con Juicy J en la canción "Beat It Up" que fue lanzado en diciembre de 2011.

### 2012-presenteThrillionairey debut grandes discográficas
Un año después del lanzamiento de Leaving Home, T. Mills lanzó el mixtape Thrillionaire en DatPiff. Entre las personas invitadas en el EP se incluyen Smoke DZA, Audio Push y James Fauntleroy II. Cuya producción fue manejada por Sledgren, The Monsters and the Strangerz, y Kane Beatz entre otros. Travis lanzó dos sencillos del mixtape, siendo "Lightweight" y "Diemonds" con un video musical también lanzado para "Other Bitch Callin'". También planea lanzar Thrillionaire 2 con el segundo quedaría completado. Él recorrerá los EE.UU y Europa los próximos meses.
T. Mills lanzó su debut en grandes discográficas un álbum de estudio durante el segundo trimestre de 2013. Las colaboraciones del álbum podría incluir artistas como Juicy J, Mike Posner, James Fauntleroy II, Travis Barker, Layzie Bone y Skeme. La producción del álbum viene de sí mismo, Kane Beatz, 1500 or Nothin', Malay y Boi-1da. El 15 de febrero de 2013 T. Mills anunció que el primer sencillo de su debut en grandes discográficas se dará a conocer pronto. El sencillo titulado, "Loud"  fue lanzado el 5 de marzo de 2013 para descarga digital download, y el video de música en vivo los siguientes días. la canción fue producida por Pop Wansel y muestras de "I Know You Got Soul," por Eric B. and Rakim. Dijo que es una de las mejores canciones que ha escrito.
Durante 2013 Mills fue de gira con el rapero estadounidense Sammy Adams. El 27 de junio, Mike Posner publicó un remix de "We Own It (Fast & Furious)" fcon T. Mills, Sammy Adams y Niykee Heaton. Poco después de Mills iniciaron gira por Estados Unidos con We the Kings, y su compañero de apoyo actúa The Ready Set i Breathe Carolina en el SummerFest 2013. el segundo sencillo de su próximo álbum, "All I Wanna Do" fue lanzado con un video musical filmado a mediados de julio de 2013.

## Estilo de música
La música de T.Mills ha sido descrita como género-flexión cuando se mezcla con cantar rap y producción de pop. Mills se sabe que tiene canciones electrónicas/pop mezclados con hip hop y R&B. Mills dice que su género musical mezcla proviene de diferentes gustos en su familia durante su infancia. Él ha dicho cuando era niño su, "Mamá era un gran fan de Queen, Aerosmith, Nirvana, Kiss, The Police, AC/DC, Sex Pistols, The Ramones etc, mi papá es un acérrimo fan de Elvis, Led Zeppelin, The Rolling Stones, The Beatles y Michael Jackson, mi tío es una cabeza de Hip Hop, Funk y R&B, mi hermana escucha a Britney Spears, Marilyn Manson, Bon Jovi, country, Reggae, Electrónica y boy bands y yo estaba en el pop punk, punk rock, Hardcore Punk, Deathcore, metal y justo en todo" Indicó que su estilo de rapear está influenciada por Kanye West  y Bone Thugs-n-Harmony entre otros.

## Estilo
Travis Mills es conocido por su cantidad de tatuajes que incluyen una manga completa de su brazo. Tiene tatuado Bone Thugs-n-Harmony en el pecho. Con sus tatuajes favoritos siendo "FTH" ("Fuck The Haters", "Forever The Highest") en su rostro, una  "O" y un corazón detrás de la oreja izquierda que representa su nombre y hermana. Tiene tatuado "Patience" en sus nudillos. Mills también tiene la palabra "Gnarly" tatuada en su estómago. Un par de meses después de que se hizo ese tatuaje, lo mejoró.
Es conocido por sus grandes expansiones que se hizo cuando tenía 15 años. Sin embargo, él los había cosido en 2013. También es conocido por consumo de marihuana. Él utiliza principalmente G Pen Personal Vaporizer, blunts o bongs para fumar. T. Mills es conocido como un modelo fuera de su música y es muy fuerte en los sitios web de medios sociales Twitter, Facebook e Instagram.

## Discografía

### Álbumes
- Ready, Fire, Aim! (2010), Uprising Records
- Leaving Home (2011), Columbia Records

### EP
- Finders Keepers EP (2009), Uprising Records
- Leaving Home EP (2012), Columbia Records
- All I Wanna Do EP (2014), Columbia Records
- While You Wait EP (2016), First Access Entertainment

### Mixtapes
- Thrillionaire (2012)

### Populares
| Año  | Título                      | Álbum - EP          |
| ---- | --------------------------- | ------------------- |
| 2010 | "Stupid Boy"                | Ready, Fire, Aim!   |
| 2010 | "She Got A..."              | Ready, Fire, Aim!   |
| 2011 | "Fuck Em (With My Vans On)" | Leaving Home        |
| 2011 | "Scandalous"                | Leaving Home        |
| 2012 | "Lightweight"               | Thrillionaire       |
| 2012 | "Diemonds"                  | Thrillionaire       |
| 2012 | "Other Bitch Callin"        | Thrillionaire       |
| 2014 | "All I Wanna Do"            | All I Wanna Do EP   |
| 2014 | "Riverside Girl"            | All I Wanna Do EP   |
| 2015 | "Young & Stupid"            | ?                   |
| 2015 | "Don't Need Much"           | ?                   |
| 2016 | "Favorite"                  | "While You Wait EP" |
| 2016 | "I Doubt It"                |                     |

### Apariciones como invitado
| Título                            | Año  | Otros artistas                          | Álbum         |
| --------------------------------- | ---- | --------------------------------------- | ------------- |
| "Size of Your Boat" (Remix)       | 2010 | Jeffree Star                            |               |
| "Another One"                     | 2012 | Ty$, Dom Kennedy                        | Beach House   |
| "Sally Walker"                    | 2012 | Audio Push                              | Inland Empire |
| "Started from the Bottom" (Remix) | 2013 | Mike Posner, Asher Roth, King Chip      |               |
| "We Own It" (Remix)               | 2013 | Mike Posner, Sammy Adams, Niykee Heaton |               |